# 數字王國
數字王國集團有限公司（英語：Digital Domain Holdings Limited，港交所：0547），簡稱數字王國集團或數字王國，集團總部位於香港，行政總裁為王章樂先生。公司業務包括視覺特效、360度虛擬實境直播具代表性的大型活動、創造電影及現實中登場的「虛擬人」，以至開發互動內容等。
數字王國為眾多電影，包括《鐵達尼號》、《奇幻逆緣》、《復仇者聯盟3：無限之戰》及《挑戰者1號》等多部電影提供視覺特效。公司的美術團隊屢獲殊榮，涵蓋奧斯卡金像獎、克里奧國際廣告獎、英國電影和電視藝術學院獎，以及康城金獅獎等多個享譽國際的大獎。
數字王國總部設於香港，在洛杉磯、溫哥華、蒙特利爾、北京、上海、深圳、及海德拉巴均設有辦事處。

## 歷史
2009年-2012年
- 前身為奧亮集團有限公司，主要業務為物業投資和金屬廢料貿易等[4]。

### 2013年
- 7月4日收購數字王國3.0（Digital Domain 3.0 Group）的70%股權，並更名為數字王國集團有限公司[5]，由企業家謝安[6]出任政總裁，集團旗下業務包括視覺特效製作，物業投資和貿易等。

### 2014年
- 集團與TNT Production Limited （董事長為鄧長富先生，即鄧麗君小姐之第三位兄長）組成合營公司，從事製作及運用鄧麗君小姐之3D立體投射影像。[7]

### 2015年
- 1月，集團與POW!Entertainment, LLC（創辦人、主席兼創作總監為 Stan Lee 先生）建立合營公司，以發展、製作及在全球發行雙方製作的項目。[8]
- 同年4月，與 Immersive Media 建立合營公司，結合各自之行業的領先專業知識，開發三維虛擬影片及製作虛擬實境節目的商機。[9]

### 2016年
- 4月，集團完成收購由謝霆鋒成立的後期製作公司Po朝霆，加強其在大中華區的視覺特效和後期製作服務。[10]
- 6月，集團完成收購Prime Focus Limited持有餘下數字王國3.0集團之股權，令集團成為視覺特效製作公司之唯一股東。[11]
- 與優酷簽署戰略夥伴合作備忘錄，共同建設及發佈虛擬實境等媒體內容。同時，集團更宣佈與梅艷芳小姐之家屬建立策略性合作關係，獨家使用其相關之知識產權，藉其虛擬人技術製作梅艷芳小姐的新肖像。[12]
- 與「華納國際音樂股份有限公司」組成聯盟，首個項目為聯合錄製李榮浩「有理想」世界巡迴演唱會北京站的 VR 音樂影片。[13]
- 同時，數字王國成為巴西里約熱內盧奧運盛會 360° 視頻直播的主要供應商，並首次展出全新的 360° VR 攝影機Zeus。 [14]
- 10月，集團宣佈透過收購可換股票據及認購新股股份，引入中國中信及軟銀中國資本為公司戰略投資者。[15]
- 12月，與騰訊視頻及互聯網公司微鯨VR聯手，為樂壇天后王菲於上海舉辦的2016「幻樂一場」演唱會製作全球首次360° 全景網上直播。[16]

### 2017年
- 2017年５月，首部《今日君再來：虛擬人鄧麗君音樂奇幻SHOW》於台北三創生活園區CLAPPER STUDIO正式演出並舉辦首演禮，讓觀眾重溫鄧麗君小姐的魅力風采。[17]
- 同時，集團宣布攜手保利資本和弘毅投資，成立數字王國空間公司 ，開拓VR內容線下消費市場，並計劃與全國範圍內的熱門電影院進行合作，開設多家數字王國VR影廳。[18]數字王國空間公司現已申請破產 （页面存档备份，存于）。
- 11月，位於印度海德拉巴的工作室正式開幕，標誌著公司拓展全球業務版圖至更廣更遠地區。[19]

### 2018年
- 與中央電視台技術製作中心，為中國中央電視台2018年春節聯歡晚會黔東南分會場，拍攝VR主題宣傳片《大美黔東南》。[20]
- 2月，與中國移動、德國電信、Fraunhofer FOKUS、華為、國家電網中國電科院、騰訊、義大利電信及大眾，宣佈成立5G切片聯盟，共同探索5G時代的流動技術創新。[21]
- 3月，集團宣佈收購深圳市虛擬現實技術有限公司（3Glasses）的60％實益權益，將其虛擬實境業務延伸至硬體技術領域。[22]

### 2019年
- 4月， 3Glasses 於北京舉行「看見」新品暨產品戰略發佈會，並推出全球首款消費級超薄VR眼鏡「X1」；與此同時，宣佈由數字王國打造的虛擬人「Star」擔任其新品代言人。[23]
- 全國首家數字王國·綠洲大型數碼主題樂園正式啓動建設，奠基儀式在12月12日於湖南省寧鄉市炭河古城舉行。該大型數碼主題樂園將構建全息劇場、怪獸監獄、VR影院、賽博街區等數碼娛樂項目，使用面積高達8,800平米。[24]

### 2020年
- 2月，集團宣佈其蒙特利爾辦公室正式啟用。繼洛杉磯、溫哥華、北京、上海、深圳、香港、台北及海德拉巴等地區後，蒙特利爾是數字王國全新建立的第9個業務據點。[25]
- 夥拍《時代雜誌》以VR歷史創作方式，製作1963年「March on Washington for Jobs and Freedom」，並重塑馬丁路德金博士的虛擬人，及其演說「我有一個夢」。[26]
- 9月，集團旗下的數字王國空間與中地基業（海南）投資有限公司達成戰略合作，聯合構建位於海口市友誼・陽光城的數字未來之城（Cyber Future City），運用虛擬實境及虛擬人等科技，推動消費級娛樂體驗。[27]
- 集團自主研發的面部捕捉系統Masquerade已正式推出應用於遊戲、劇集和商業廣告等領域，該系統的面部捕捉技術足以協助遊戲開發者、劇集和商業廣告創作者將電影級別的虛擬人融入次世代作品中。[28]

### 2021年
- 透過盧森堡新成立的附屬公司Digital Domain Capital Partners S.à r.l.（「DDCP」），集團宣佈完成收購asknet Solutions AG的19%股權。asknet主要業務為企業採購、電子商務和移動支付，為歐洲的學術機構提供軟件採購及銷售服務。[29]

2023年
- 截至2023年年報 （页面存档备份，存于），數字王國營業總收入6.67億元、淨利潤-3.58億元。

2025年
- 1月，謝安辭任執行董事及行政總裁，公司非執行董事兼首席策略顧問許興利擔任董事會署理主席，首席財務總監王章樂擔任執行董事兼行政總裁。[30]

## Digital Domain 作品

### 電影（視覺特效）
1990s
- 《真實謊言》
- 《夜色》
- 《吸血迷情》
- 《太陽神13號》
- 《水世界》
- 《21世紀的前一天》
- 《鬼頭天兵》
- 《未來戰士2-3D》
- 《連鎖反應》
- 《人魔岛》
- 《天崩地裂》
- 《第五元素》
- 《絕命大反擊》
- 《鐵達尼號 》
- 《絕世天劫》
- 《飛越來生緣》
- 《真人逐格睇》
- 《極度凶鱷》
- 《搏擊會》

2000s
- 《超時空危機》
- 《烈血的規條》
- 《宇宙深慌》
- 《聖誕怪傑》
- 《逃獄三王》
- 《魂離情外天》
- 《魔戒首部曲：魔戒現身 》
- 《有你終生美麗》
- 《軍天壯志》
- 《時光凶間》
- 《3X反恐暴族》
- 《罪惡城》
- 《星空奇遇記X：星戰啟示錄》
- 《何必偏偏玩謝我》
- 《夜魔俠》
- 《鼠魔俠》
- 《天羅盜網》
- 《盛夏獅王》
- 《樂一通反斗特攻隊》
- 《山窮水盡》
- 《小飛俠彼得潘》
- 《明日之後》
- 《我，機械人》
- 《鳳凰號》
- 《擊動深情》
- 《暗水幽靈》
- 《朱古力獎門人》
- 《智能殺機》
- 《倩影刺客》
- 《漫遊火星》
- 《超級無敵前女友》
- 《超人集中營》
- 《德州電鋸殺人狂：成魔之路》
- 《戰火旗蹟》
- 《聖誕頌》
- 《硫磺島戰書》
- 《幽靈終結者2007》
- 《殺謎藏》
- 《羅拔神奇家族》
- 《加勒比海盜：魔盜王終極之戰》
- 《一代滑冰男》
- 《變形金剛》
- 《黑暗崛起：召喚者》
- 《黑夜話事人》
- 《黃金羅盤》
- 《越空行者》
- 《極速賽車手》
- 《盜墓迷城3》
- 《地球停轉日》
- 《驅·逐》
- 《奇幻逆緣》
- 《星空奇遇記》
- 《博物館驚魂夜2》
- 《變形金剛：復仇之戰》
- 《特種部隊：眼鏡蛇的崛起》
- 《2012》
- 《波西傑克森：神火之賊》
- 《通天奇兵》
- 《創戰紀》

2010s
- 《雷神奇俠》
- 《變種特攻：異能第一戰》
- 《變形金剛：黑月降臨》
- 《寫出友共鳴》
- 《吸血夜來嚇》
- 《滅殺鬥》
- 《鐵甲鋼拳》
- 《龍紋身的女孩》
- 《地心探險記2：世外秘島》
- 《復仇者聯盟》
- 《搖滾歲月》
- 《白雪公主之魔幻復仇記》
- 《喪爆看更團》
- 《送報男孩》
- 《傑克：巨魔獵人》
- 《義勇群英之毒蛇反擊戰》
- 《攻·元2077》
- 《鐵甲奇俠3》
- 《宇宙生還戰—安達的戰爭遊戲》
- 《浪魂47》
- 《觸不到的她》
- 《變種特攻：未來同盟戰 》
- 《黑魔后：沉睡魔咒 》
- 《颶風中心》
- 《守丧七日晴》
- 《失蹤罪》
- 《翻生侏羅館3：古墓的秘密》
- 《謎河》
- 《黑客特攻》
- 《狂野時速7》
- 《屈機起格命》
- 《死侍》
- 《天眼狙擊》
- 《蠢蠢欲動》
- 《魔幻森林》
- 《獵神：魔雪叛變》
- 《變種特攻：天啟滅世戰》
- 《流行巨星：永不停歇》
- 《烈火邊境》
- 《天煞地球反擊戰：復甦紀元》
- 《太空潛航者》
- 《美女與野獸》
- 《Power Rangers：戰龍覺醒》
- 《狂野時速8》
- 《蜘蛛俠：強勢回歸 》
- 《婚裂誘惑》
- 《雷神奇俠3：諸神黄昏》
- 《時間的皺摺》
- 《挑戰者1號》
- 《復仇者聯盟3：無限之戰》
- 《蟻俠2：黃蜂女現身》
- 《邪不壓正》
- 《水行俠》
- 《Marvel隊長》
- 《沙贊！神力集結》
- 《哭泣的女詭》
- 《復仇者聯盟4：終局之戰》
- 《未來戰士：黑暗命運》

2020s
- 《詭屋驚凶實錄3：魔旨》
- 《黑寡婦》
- 《爆機自由仁》
- 《尚氣與十環幫傳奇》
- 《蜘蛛俠：不戰無歸》
- 《超時空亞當計劃》
- 《魔比煞》
- 《怪獸與鄧不利多的秘密》
- 《奇異博士2：失控多元宇宙》

### 電視劇集（視覺特效）
- 黑帆（第二、三季）
- 良善之地（第一季）
- 迷霧
- 古戰場傳奇第三季
- 尼蒙利斯連環不幸事件 (第二、三季)
- 詭媚海妖 (第二季)
- 迷離境界 (第一、二季)
- 太空迷航 (第二、三季)
- 神盾局特工 (第七季)
- 新梅森探案 (第一季)
- 嘉年華大街 (第二季)
- 上道
- 溫黛與幻視
- 洛基
- 拉布雷亞
- 怪奇物語（第四季）
- 驚奇女士
- 女變形俠醫

### 360°虛擬實境製作
- 2015年MTV音樂錄影帶大獎 360度直播紅地毯實況[31]
- 《中國國際冠軍盃 2015》直播 （页面存档备份，存于）
- 《康熙來了》完結篇 VR 錄影[32]
- 2016年《美國民主黨全國代表大會》VR 直播 [33]
- 2016年巴西里約熱內盧奧運 VR 直播
- 《Billabong Pro Tahiti 男子三星 Galaxy 冠軍巡迴賽 第七站》 （页面存档备份，存于）
- 《第53屆金馬獎頒獎典禮》星光大道直播 [34]
- 《李榮浩「有理想」世界巡迴演唱會北京站 》
- 《王菲「幻樂一場」演唱會 》VR 直播
- 李宇春《開放》VR 音樂影片 （页面存档备份，存于）
- 黃曉明《黑童話》VR 短片 （页面存档备份，存于）
- 《美猴王》VR 短片 （页面存档备份，存于）
- 《微觀巨獸》(Micro Giants)[35]
- 《金剛戰神VR戰記》[36]
- 第66屆環球小姐®選舉 VR 內容[37]
- 《大美黔東南》VR主題宣傳片
- 《時代雜誌》「March on Washington for Jobs and Freedom」VR 體驗

### 虛擬人製作
- 2012年　Coachella 音樂節上「重現」美國已故說唱藝人Tupac Shakur [38]
- 2013年　於《Jay Chou 周杰倫 魔天倫世界巡迴演唱會》，虛擬人鄧麗君與周杰倫對唱
- 2015年 《如果能許一個願 ‧ 鄧麗君20周年3D紀念演唱會》 （页面存档备份，存于）
- 2017年 《今日君再來：虛擬人鄧麗君音樂奇幻 SHOW》
- 2018年　杭州《鄧麗君．傳奇》全息演唱會 （页面存档备份，存于）
- 2019年　軟件及研究開發部門高級主管 Doug Roble 於 TED 2019 中展示虛擬人 DigiDoug[39]
- 2020年　重塑馬丁路德金博士的虛擬人[40]
- 2020年　林俊傑虛擬人「M.E.」於其「新歌首唱LIVE」首度亮相 [41]
- 2021年　虛擬偶像「勝男」於謝霆鋒線上音樂會「「鋒狂搖滾」」擔任主持 [42]
- 2021年　將已故著名教練 Vince Lombardi 重現於第55屆超級碗 [43]

## 獎項
- 曾獲得了10次美國奧斯卡金像獎 各獎項。
- 1997年，數字王國憑《鐵達尼號》震撼嶄新的視覺特效奪得其第一個奧斯卡獎項，其後於1998年及2008年分別憑《飛越來生緣》及《班傑明的奇幻旅程》榮獲其第二及第三個奧斯卡視覺特效獎，並憑NUKE、DROP、FSIM 及 STORM等技術獲頒奧斯卡科技成果獎。此外，數字王國亦曾經憑《蜘蛛俠：不戰無歸》、《復仇者聯盟3：無限之戰》、《挑戰者1號》、《X戰警：未來昔日》、《鋼鐵人3》、《鋼鐵擂台》、《變形金剛：黑月降臨》、《機械公敵》、《阿波羅13號》及《真實謊言》獲得奧斯卡視覺特效獎提名。[44]。
- 其後，數字王國於2017年憑藉電影《魔幻森林》榮獲美國視覺效果協會(VES) 五個獎項，包括最佳真人電影視覺效果、最佳真人電影CG動畫角色、最佳虛擬攝影、最佳真人影片模擬動畫效果及最佳視覺效果合成。另外，同樣由數字王國負責特效的美劇《黑帆》亦奪得兩項大獎：最佳劇集輔助視覺效果及最佳劇集合成效果。[45]

## 參註
1. ↑  . www.aastocks.com.   [2025-03-24]. （原始内容存档于2025-03-24）.
2. ↑  . Digital Domain.   [2021-03-08]. （原始内容存档于2021-04-28） （中文（繁體））.
3. ↑  . Digital Domain.   [2021-03-08]. （原始内容存档于2021-04-28） （中文（繁體））.
4. ↑   (PDF).
5. ↑   (PDF).   [2024-08-04]. （原始内容存档 (PDF)于2024-08-04）.
6. ↑  . Digital Domain.   [2021-03-08]. （原始内容存档于2021-05-11） （中文（繁體））.
7. ↑  . ct.acnnewswire.com.   [2021-03-10]. （原始内容存档于2021-04-28）.
8. ↑  . www.acnnewswire.com.   [2021-03-10]. （原始内容存档于2021-04-28）.
9. ↑  . 新浪新聞中心. 2015-04-08  [2021-03-10]. （原始内容存档于2021-04-28）.
10. ↑  
.   [2016-12-29]. （原始内容存档于2016-11-24）.
11. ↑  . on.cc東網.   [2021-03-10]. （原始内容存档于2016-09-16） （中文（香港））.
12. ↑  . 中時新聞網.   [2021-03-10]. （原始内容存档于2021-04-28） （中文（臺灣））.
13. ↑  . on.cc東網.   [2021-03-10]. （原始内容存档于2021-04-28） （中文（香港））.
14. ↑  . finance.sina.com.cn. 2016-08-04  [2021-03-10]. （原始内容存档于2021-04-28）.
15. ↑  . www.prnasia.com.   [2021-03-10]. （原始内容存档于2016-10-05） （中文（中国大陆））.
16. ↑  . 明周娛樂. 2016-12-15  [2021-03-10]. （原始内容存档于2021-04-28） （美国英语）.
17. ↑  . 中時新聞網.   [2021-03-10]. （原始内容存档于2021-04-28） （中文（臺灣））.
18. ↑  . www.orangenews.hk.   [2021-03-10]. （原始内容存档于2021-04-28）.
19. ↑  . South China Morning Post. 2017-11-06  [2021-03-10]. （原始内容存档于2021-02-21） （英语）.
20. ↑  网易. . ent.163.com. 2018-02-20  [2021-03-10].
21. ↑  . vr.sina.com.cn.   [2021-03-10]. （原始内容存档于2021-04-28）.
22. ↑  . TechNews 科技新報.   [2021-03-10]. （原始内容存档于2018-06-13） （中文（臺灣））.
23. ↑  . 香港新浪.   [2021-03-10]. （原始内容存档于2020-09-24） （中文（香港））.
24. ↑  sina_mobile. . k.sina.cn. 2019-12-17  [2021-03-10]. （原始内容存档于2021-04-28）.
25. ↑  . The Hollywood Reporter. 2020-02-12  [2021-03-10]. （原始内容存档于2020-10-02） （英语）.
26. ↑  . Time.   [2021-03-10]. （原始内容存档于2021-02-03）.
27. ↑  . paper.wenweipo.com.   [2021-03-10]. （原始内容存档于2021-04-28）.
28. ↑  . fxguide. 2020-11-10  [2021-03-10]. （原始内容存档于2020-11-26） （美国英语）.
29. ↑  . uk.finance.yahoo.com.   [2021-03-11]. （原始内容存档于2021-02-22） （英国英语）.
30. ↑  . www.etnet.com.hk.   [2025-03-24].
31. ↑  . The Hollywood Reporter. 2015-08-27  [2021-03-09]. （原始内容存档于2021-02-11） （英语）.
32. ↑  . orientaldaily.on.cc.   [2021-03-09]. （原始内容存档于2018-10-05）.
33. ↑  . hk.finance.yahoo.com.   [2021-03-10]. （原始内容存档于2021-04-28） （中文（香港））.
34. ↑  . www.goldenhorse.org.tw.   [2021-03-09]. （原始内容存档于2019-08-23） （中文（臺灣））.
35. ↑  ,   [2021-03-09], （原始内容存档于2021-04-28）
36. ↑  . Animation World Network.   [2021-03-10]. （原始内容存档于2021-01-15） （英语）.
37. ↑  . style.yahoo.com.tw.   [2021-03-10]. （原始内容存档于2021-04-28） （中文（臺灣））.
38. ↑  Scott, Cathy. . Forbes.   [2021-03-09]. （原始内容存档于2015-09-20） （英语）.
39. ↑  . Animation World Network.   [2021-03-09]. （原始内容存档于2020-09-30） （英语）.
40. ↑  . VRROOM. 2020-02-21  [2021-03-09] （英语）.[]
41. ↑  . 明報OL網.   [2021-03-11]. （原始内容存档于2020-11-28） （中文（繁體））.
42. ↑  . on.cc東網.   [2021-03-11]. （原始内容存档于2021-04-28） （中文（香港））.
43. ↑  . www.cgw.com.   [2021-03-11]. （原始内容存档于2021-04-28）.
44. ↑  數字王國獨有的視覺特效技術　榮獲第八十七屆奧斯卡獎之科技成果獎 的存檔，存档日期2015-06-09.新浪網 2015年01月16日
45. ↑  ‘Jungle Book,’‘Game of Thrones’Dominate Visual Effects Society Awards （页面存档备份，存于）VARIETY

## 連結
- Digital Domain （页面存档备份，存于）
- Digital Domain (IMDb) （页面存档备份，存于）